# Thecla amphrade
Thecla amphrade är en fjärilsart som beskrevs av William Schaus 1913. Thecla amphrade ingår i släktet Thecla och familjen juvelvingar. Inga underarter finns listade i Catalogue of Life.